# Stupna bušilica
Stupna bušilica se izrađuje s okruglim stupom za manje promjere bušenja ili sa sandučasto oblikovanim stalkom za veće dubine i promjere bušenja. Podložna ploča se kod stupnih bušilica pričvršćuje na temelje. Za prijenos snage se koristi višeosovinski zupčasti prijenosnik. Radni stol se visinski pomiče i moguće ga je, kod bušilica s okruglim stupom zakretati.
Stupne bušilice služe za bušenje provrta do 50 milimetara. Ove bušilice su stabilnije u radu od stolnih bušilica, te su i preciznije. Stupne bušilice imaju postolje i posebno radni stol koji se može pomjerati okomito po stupu. Broj mogućih brzina, odnosno broj različitih brojeva okretaja svrdla može biti isti kao i kod stolnih bušilica (remenski prijenos glavnog gibanja), a kod bušilica koje imaju zupčasti prijenos u kućištu, broj mogućih brzina kreće se od 5 do 24. Stupne bušilice mogu imati ručni i automatski posmak, a broj posmaka se kreće od 3 do 12.

## Stolno stupna bušilica
Razlika stolno stupnih i stolnih bušilica je u radnom stolu, koji se nalazi konzolno smješten na stupu bušilice i koji se može pomicati i zakretati. Stolne i stolno stupne bušilice moraju biti smještene na povišeno radnom mjestu ili radnom stolu.

## Strojne bušilice
Strojne bušilice su alatni strojevi kojima se pomoću alata za bušenje izrađuju okrugle rupe. Dijele se na: stolne bušilice, stolno stupne bušilice, stupne bušilice, redne bušilice, revolverske bušilice, viševretene bušilice, radijalne bušilice, vodoravne bušilice, bušilice glodalice, koordinatne bušilice, bušilice za duboko bušenje, bušilice za urezivanja navoja.
U industrijskoj proizvodnji najčešće se za obradu kovina koristi strojna bušilica u obliku alatnoga stroja. Osim za bušenje, takav stroj služi i za upuštanje, razvrtanje, urezivanje navoja i žljebova i slično. S obzirom na različit alat koji se pritom koristi, bušilice mogu biti izvedene kao obradni centri s automatskom izmjenom i spremanjem alata te s numeričkim upravljanjem s računalom (CNC upravljanje). Strojna bušilica ima ugrađeni elektromotor, koji pogoni vreteno s alatom. Brzina vrtnje može se regulirati, a alat se hladi uljnom emulzijom.
Različiti tipovi strojnih bušilica prilagođeni su posebnoj vrsti obrade. Većina ih ima jedno vreteno s okomitim smjerom bušenja. Najjednostavnija je stolna bušilica s elektromotornim rotacijskim gibanjem, dok je uzdužno (aksijalno) gibanje po vodilici ručno. Stupna bušilica ostvaruje oba gibanja elektromotorom, a obradak se namješta ručno. Radijalna bušilica mijenja položaj vretena na zakretnoj gredi, a obradak je nepokretan. Koordinatna bušilica omogućuje vrlo preciznu obradu s pomoću optičkoga i digitalnoga mjernog uređaja. Redna bušilica sastavljena je od nekoliko stupnih bušilica iznad zajedničkog stola. Svako vreteno nosi drugačiji alat, pa se pomicanjem obratka mogu u slijedu obavljati različite operacije. Viševretena bušilica može bez pomicanja obratka istodobno bušiti ili obrađivati više rupa. Za vrlo preciznu i složenu obradbu koristi se jednovretena vodoravna bušilica, koja može služiti i za glodanje. Posebno je područje duboko bušenje, koje, s dubinom bušenja i do 15 metara, ima posebnu važnost za proizvodnju cijevi za različita oružja. Osim u obradi materijala, bušilice velikih izmjera koriste se u građevinarstvu, rudarstvu i geologiji.